# (5324) Lyapunov
(5324) Lyapunov (1987 SL) – planetoida z grupy Amora okrążająca Słońce w ciągu 5,1 lat w średniej odległości 2,96 j.a. Odkryta 22 września 1987 roku.